# Phalacrocorax fuscescens
Il cormorano faccianera (Phalacrocorax fuscescens (Vieillot, 1818)) è un uccello appartenente alla famiglia dei Falacrocoracidi diffuso lungo le coste meridionali dell'Australia.

## Descrizione
Lungo circa 65 cm, è simile nell'aspetto al cormorano bianconero maggiore, dal quale si distingue per la mascherina facciale nera.

## Distribuzione e habitat
Vive in Australia meridionale.